# Författarförlaget
Författarförlaget var ett svenskt bokförlag som grundades 1969 av Clas Engström och Björn Runeborg.
Författarförlaget var kooperativt ägt och hade som mest 300 författare som delägare. Förlaget utgav bland annat tidskriften Tidskrift (1970–1980) och Författarnas litteraturhistoria i sex band (1977–1982). Förlaget hade utgivit omkring 500 boktitlar vid konkursen 1986, då det köptes av Tomas Fischer.  Namnet ändrades 1988 till Fischer & Rye och 1990 till Fischer & Co. Förlaget köptes 2007 av Lind & Co.